# Гадданы
Гадда́ны, также гаддан — народ, проживающий на Филиппинах, в провинции Исабела и Нуэва-Вискайя на острове Лусон. Близки к гадданам — калинга и ибанаги. Около 25 тыс. человек.
Говорят на языке гаддан, западно-австронезийской группы австронезийской семьи (Мешков 1982: 183).

## Религия
Существуют две группы гадданов: гадданы-язычники и гадданы-христиане, еще их называют ёгад, ранее они представляли единую этническую общность. Гадданы имеют культурную специфику, являются приверженцами традиционных культов анитос. Гадданы считают многочисленных духов анито. Система предзнаменований зиждется на основе анализа поведения птиц, ящериц и змей. Это имеет большое значение в их жизни. До 30-х годов XX века практиковали «охоту за головами». Шаманы-медиумы в основном женщины, реже — мужчины. Развита мифология, престижные церемонии, исцеления и жизненного цикла (Токарев 1976: 122).

## Культура и быт

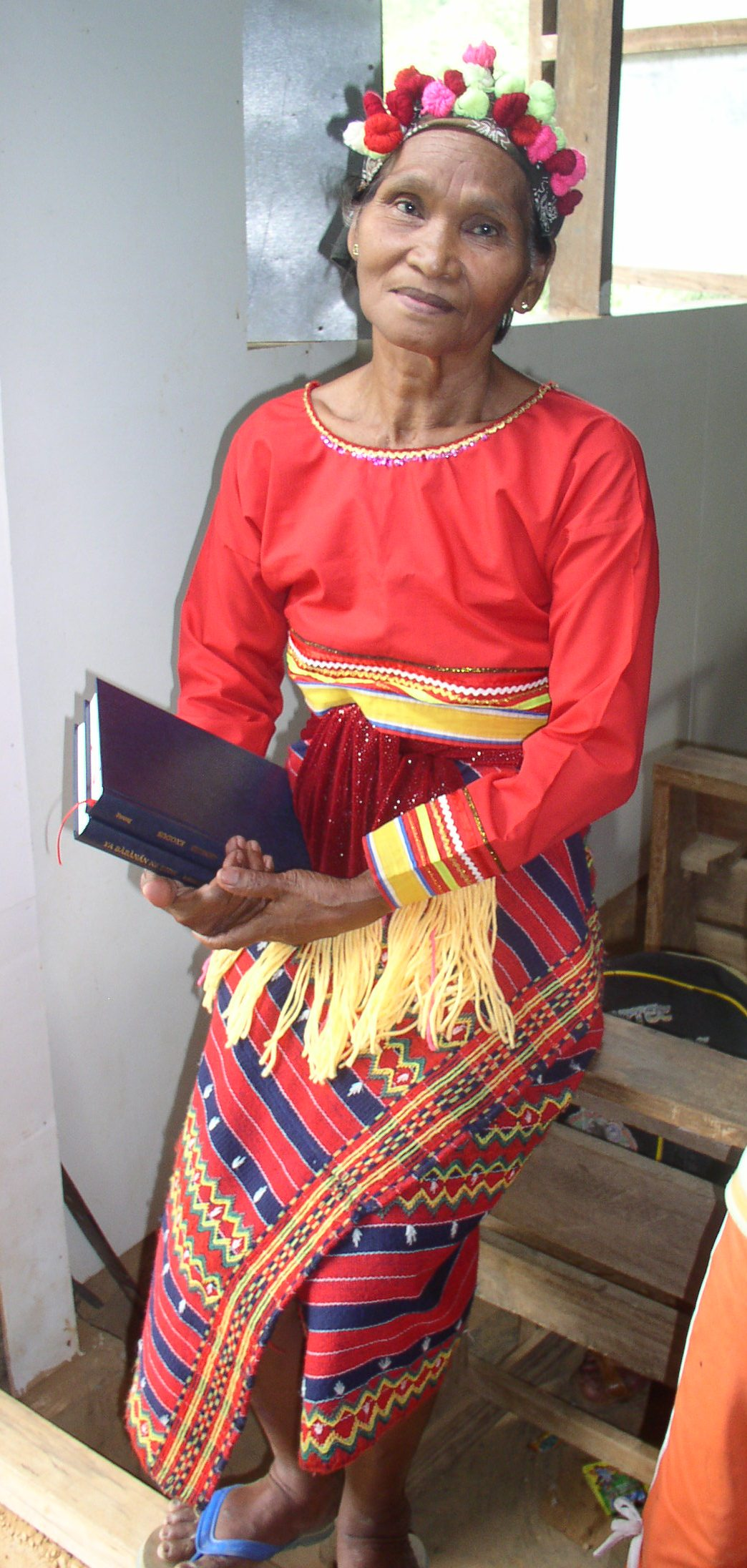
Женщина в национальном костюме.

- Традиционные хозяйственные занятия — это поливное пашенное (у ёгад) и ручное подсечно-огневое (у гадданов проживающих на севере, имеет большее значение чем у южных). Так же распространена охота, собирательство, рыболовство, торговля ротангом и бамбуком и изделиями из них. Основные сельскохозяйственные культуры — табак, суходольный рис, начали культивировать сравнительно недавно. Выращивают сахарный тростник, бананы, а из овощных культур — тыквы, помидоры, бобовые, баклажаны. Гадданы занимаются различными ремеслами, такими как — обработка дерева и металла, плетение, ткацкое и гончарное. Чёткая система разделения труда по половому признаку отсутствует (Почагина 1999: 130).
- Традиционный тип поселения. Небольшие поселения, дисперсные. Гадданы меняют место поселения каждые 4-5 лет, это связано с их хозяйственной деятельностью.
- Традиционное жилище из бамбука, свайное (возвышаются над землей на 3-20 футов), прямоугольные в плане, однокамерные, крыша делается из травы или соломы. Стены из плетёного вертикального бамбука. Практически отсутствует мебель, гадданы спят на циновках, а одежду, домашнюю утварь и продовольствие хранят в сундуках, кувшинах и различных корзинах. Не редки дома на деревьях. (Мешков 1982: 192).
- Традиционная пища. Основная потребляемая пища — это овощи, фрукты. Мясо потребляют крайне редко, по праздникам.
- Традиционная одежда у мужчин — набедренная повязка, а у женщин — несшитая юбка. Большое количество украшений, браслетов, сёрег (Почагина 1999: 130).
- Традиционная социальная и политическая организация. Система родства билатеральная, киндред — доминирующий тип родственной группы. Неолокальный брак. Свободный выбор брачного партнёра. Сохраняются отработки за невесту, временный брак (солиад) практикуется обмен жёнами. Для того чтобы наладить отношения, аналогичные родственным и основная функция этого брака — рождение детей у бездетных пар. Связи побратимства и обрядного родства очень сильны. Отношения в обществе характеризуются реципрокальностью. Поселения имеют совет, который возглавляет старейшина.
- Традиционная духовная культура представлена мифологией, престижными церемониями, обрядами жизненного цикла, исцеления. Богатый и разнообразный музыкальный и танцевальный фольклор. Развита народная медицина (Почагина 1999: 130).